# Massimiliano Chiamenti
Massimiliano Chiamenti (Firenze, 17 novembre 1967 – Bologna, 3 settembre 2011) è stato un saggista, traduttore e poeta italiano. Divenne noto per le sue traduzioni di Dante Alighieri di cui ha pubblicato saggi su Le lettere e l'edizione critica del Comentum super poema Comediae dantis. Suoi scritti sono apparsi su importanti riviste letterarie, tra cui Semicerchio, dove curava una rubrica dedicata alla poesia e al rock.

## Biografia
Allievo del filologo Domenico De Robertis, dopo la Laurea in Lettere all'Università di Firenze ottenne un dottorato in filologia dantesca a cui seguì una borsa di studio di post-dottorato in filologia romanza. Dopo i primi anni di insegnamento a Lucca,  si spostò a Bologna, dove fu docente di lettere in un liceo scientifico.

### Attività musicale e poetica
Tradusse in italiano, per libri e riviste, opere di Diane Di Prima, Joanne Kyger, Lawrence Ferlinghetti, Edward Sanders, Katarina Frostenson, Vincent O'Sullivan, Charles Simic, Ezra Pound, Philip Lamantia.
Fu il cantante della band di poesia performativa "Emme", da lui fondata, in cui si occupò dei testi e delle melodie: di essa fecero parte Massimo Chiari (musiche, chitarra, mandolino, dulcimer), Stefano Chimenti (batteria, percussioni), Luigi Fallai (basso): nel 1998 fu inciso il CD omonimo (Homesleep Records) e nel 1999 l'album Storyboard 1999 (City Ligths Italia).
Verso la fine della sua produzione poetica, alternò brevi prose quasi ritmiche ai versi. I suoi ultimi lavori, prevalentemente autobiografici, sono segnati dall'idea della Morte. L'ispirazione di Massimiliano Chiamenti si nutriva delle sue esperienze quotidiane col mondo delle droghe e del sesso. La sua poesia si differenzia dalle produzioni dei giovani poeti gay italiani della sua generazione quali Massimiliano Martines, Andrea Moretti, Gandolfo Cascio, Luca Baldoni e Marco Simonelli, l'ultimo dei quali gli era stato vicino negli anni fiorentini. La sua poesia non era performativa come quella di Martines, né melodica come quella di Moretti, né impegnata nel politico come a volte quella di Luca Baldoni, né radicata nelle forme della tradizione classica o beat come quella di Simonelli; era però attaccata alla vita, ai sensi, e si nutriva sia delle radici classiche che di suggestioni culturali anglofone (non sono pochi i versi in inglese, anche mischiati a quelli italiani). Scrisse anche testi di canzoni. Verso la fine della vita dichiarava di volersi dedicare al genere del romanzo.
Chiamenti partecipò a vari festival di poesia, tra cui “Romapoesia” (1998) ed “Euro-San Francisco Poetry Festival”(2001). Nel 2004 partecipò al festival cinematografico eXXiment (Roma, 2004).

### Saggistica e curatele
Per Le Lettere scrisse nel 1995 il saggio Dante Alighieri traduttore.
Massimiliano Chiamenti fu collaboratore di numerose riviste culturali e letterarie fra cui Argo, Semicerchio, Nuovo Rinascimento, Lingua Nostra, Inutile, Il filo rosso, L'Area di Broca.
Nel 2005 curò l'edizione italiana di Poésie di Colin Muset (Carocci Editore). Curò l'edizione del Comentum super poema Comedie Dantis di Pietro Alighieri (Arizona Center for Medieval and Renaissance Studies, 2002).
Altri saggi di Chiamenti su Dante Alighieri sono apparsi su "Medioevo e Rinascimento" (1995), "Lingua Nostra" (1997), "Dante Studies", (1998), "Neophilologus 82" (1998), "Italian History & Culture" (1998), "L'Alighieri" (2009), e "Nuovo Rinascimento" (1996 e 1997).
Collaborò con il Consiglio Nazionale delle Ricerche curando numerose voci del dizionario storico dell'italiano antico "Tesoro della Lingua Italiana delle Origini".

### Morte
Morì suicida nel 2011 all'età di 43 anni nella sua casa di Bologna.

## Riconoscimenti
- Edoardo Sanguineti gli consegna il premio per la poesia “Città di Corciano” nel 1995[26].
- Premio per la poesia “Violetta di Soragna”, 1996.
- Menzione alla memoria di Massimiliano Chiamenti - XX edizione del Premio Fiesole Narrativa Under 40[27].

## Raccolte
- Telescream (Cultura Duemila Editrice, 1993)
- User-friendly (David Seagull, 1995)
- x/7 (Dadamedia, 1996)
- p't (post) (Gazebo, 1997)
- Schedule (City Lights Italia, 1998)
- Maximilien (City Lights Italia, 2000)
- le teknostorie (Edizioni Segreti di Pulcinella, 2003)
- le teknostorie (Zona, 2005)
- le teknostoire (bonus prize) (Zona, 2005)
- free love (Giraldi, 2008)
- Adel & c. (Fermenti 2009)
- Scherzi? - raccolta di racconti (Giraldi Editore, 2009)
- Paperback writer - raccolta di poesie, poesie in prosa, testi di canzoni e scene teatrali (Gattogrigio, 2009)
- evvivalamorte (Le Cariti 2010)
- egiemme (Polìmata 2011)

## Discografia

### Con gli EMME
- 1995 - Clerici Vagantes (Cass, S/Sided, Promo)
- 1998 - Emme (Homesleep Records)
- 1999 - Storyboard 99 (City Lights)